# Stenothoe georgiana
Stenothoe georgiana är en kräftdjursart som beskrevs av Bynum och Fox 1977. Stenothoe georgiana ingår i släktet Stenothoe och familjen Stenothoidae. Inga underarter finns listade i Catalogue of Life.